# Atak (album)
Atak (zapis stylizowany ATAK) – drugi album studyjny polskiego muzyka rockowego posługującego się pseudonimem WaluśKraksaKryzys.

## Lista utworów
Opracowano na podstawie materiału źródłowego.
1. „BEZ ZAŁOŻEŃ I ZAMIARÓW” – 3:00
2. „UŚMIECH CHELSEA” – 2:14
3. „GŁĘBOKO SCHOWANE (OS. KOLOROWE)” – 1:19
4. „TO CO MIĘDZY NAMI” – 3:32
5. „WSZELAKIE WADY” – 3:19
6. „KAŻDE NOWE ZDANIE” – 3:21
7. „NAJGORSZE RZECZY” – 4:34
8. „ATAK” – 4:02
9. „TUŻ PRZED PÓŁNOCĄ” feat. Król – 3:54
10. „MUSZĘ ROBIĆ TE GŁUPOTY” – 4:29
11. „DLACZEGO DAWNIEJ BYŁEM INNY” – 1:04
12. „KROK PO KROKU” – 3:30

## Twórcy
Opracowano na podstawie materiału źródłowego.
| - Sebastian „WaluśKraksaKryzys” Gugulski – wokal, gitara elektryczna, instrumenty klawiszowe, słowa - Bartosz Jędrecki – gitara basowa - Jakub Tokarz – perkusja, wokal wspierający, opracowanie graficzne - Ryszard Czarnecki – solo gitarowe (6) - Błażej Król – wokal (9), słowa (9) - Iwona Król – wokal wspierający (9), słowa (9) - Igor Nikiforow – nagrywanie - Michał Kupicz – nagrywanie, miksowanie, mastering - Artur Rawicz – fotografowanie |

## Listy sprzedaży
| Lista | Kraj   | Pozycja |
| ----- | ------ | ------- |
| OLiS  | Polska | 12      |